# منتخب بريطانيا العظمى لكأس فيد
منتخب بريطانيا العظمى لكأس فيد (بالإنجليزية: Great Britain Fed Cup team)‏ هو ممثل المملكة المتحدة الرسمي في كرة المضرب في كأس فيد.